# Champions de France (film)
Pour plus de détails, voir Fiche technique et Distribution.
Champions de France est un film français réalisé par Willy Rozier, sorti en 1938.

## Fiche technique
- Titre : Champions de France
- Autre titre : Du sport à l'amour
- Réalisateur : Willy Rozier
- Scénario : Roger Dubourdieu et Willy Rozier
- Photographie : Marc Bujard
- Musique : Jean Yatove
- Son : Philippe Couessin
- Société de production : Sport-Film
- Pays de production :  France
- Format : Noir et blanc — 35 mm — 1,37:1 — Son : Mono
- Genre : Comédie
- Durée : 77 minutes (1 h 17)
- Date de sortie : 
  - France : 21 décembre 1938

## Distribution
- Georgius : Daniel Pinoche
- Pierre Etchepare : Achille Bernard
- Maurice Maillot : Jacques Allier
- André Fouché : Bob Bernard
- Myno Burney : Gladys
- Milly Mathis : Céleste
- Camille Bert : Drick, l'entraîneur
- Ginette Darey : Claudie
- Georges Cahuzac : le père Goujon
- Nino Constantini : Jimmy
- Jacques Henley : Chartrier
- Roger Bontemps : le bookmaker
- André Claveau : le chanteur